# Jürgen Kern (Schauspieler)
Jürgen Kern (* 13. März 1940 in Chemnitz) ist ein deutscher Schauspieler und Theater-Regisseur.

## Leben
Jürgen Kern absolvierte eine Schauspielausbildung an der Theaterhochschule Leipzig und wechselte nach einem Engagement als Schauspieler in Gera zum Berliner Ensemble, wo er als Meisterschüler von Manfred Wekwerth und Ruth Berghaus eine Regieausbildung erhielt.
Am Berliner Ensemble inszenierte er unter anderem Der Kontrabass (Süsskind) und Außerhalb von Schuld (Sager, gemeinsam mit Hein Trilling) und mit Manfred Wekwerth die Dreigroschenoper von Brecht.
Regiegastspiele führten ihn unter anderem nach Dresden, Celle, Erfurt, Halle, Hannover, Köln, Anklam, Rostock, Neustrelitz und Schwerin.
1997 gründete er im Ostseebad Koserow auf Usedom das Schauspielensemble Klassik am Meer, welches er bis 2021 leitete. In dieser Funktion inszenierte er unter anderem Goethes Faust, Hofmannsthals Jedermann, Schillers Kabale und Liebe sowie im Sommer 2011 Dürrenmatts Der Besuch der alten Dame mit Renate Blume und Wolfgang Winkler in den Hauptrollen sowie Galileo Galilei mit Jürgen Zartmann in der Titelrolle.
Von 2001 bis 2011 war Jürgen Kern Schauspiel-Direktor und Leiter der Theaterakademie der Vorpommerschen Landesbühne in Zinnowitz auf Usedom und war wesentlicher Förderer von z. B. Christian Kühn (seit 2012 Intendant der Comödie Dresden), Gerrit Hamann oder Torsten Schemmel.
Jürgen Kern ist verheiratet, lebt in Berlin und arbeitet als Regisseur und Schauspieler.

## Filmografie
- 1964: Der geteilte Himmel
- 1968: Blaulicht (Fernsehserie, eine Folge)
- 1969: Der Staatsanwalt hat das Wort: Ich brauch’ kein Kindermädchen (TV-Reihe)
- 1971: Optimistische Tragödie (TV)
- 1972: Polizeiruf 110: Das Haus an der Bahn (TV-Reihe)
- 1973: Kaukasische Puteneier (Fernsehfilm)
- 1988: Jeder träumt von einem Pferd (Fernsehfilm)

## Theater (Regie)
- 1986: Uwe Saeger: Außerhalb von Schuld – Regie mit Hein Trilling (Berliner Ensemble – Probebühne)
- 2002: Gotthold Ephraim Lessing: Nathan der Weise (Klassik am Meer Koserow)

## Hörspiel
- 1980: Brüder Grimm: Das tapfere Schneiderlein (Soldaten) – Regie: Dieter Wardetzky (Kinderhörspiel – Litera)